# Vargeh Sarān
Vargeh Sarān (persiska: ورکه سران, Dargeh Sarān, Varkeh Sarān, ورگه سران) är en ort i Iran.   Den ligger i provinsen Ardabil, i den nordvästra delen av landet, 400 km nordväst om huvudstaden Teheran. Vargeh Sarān ligger 2 066 meter över havet och antalet invånare är 618.
Terrängen runt Vargeh Sarān är kuperad åt sydost, men åt nordväst är den bergig. Runt Vargeh Sarān är det ganska tätbefolkat, med 139 invånare per kvadratkilometer. Närmaste större samhälle är Sara'eyn, 7,5 km öster om Vargeh Sarān. Trakten runt Vargeh Sarān består i huvudsak av gräsmarker.